# Giovanna II regina di Napoli
Giovanna II regina di Napoli (título original en italiano; en español, Juana II reina de Nápoles) es una ópera en tres actos con música de Carlo Coccia y libreto en italiano de Gaetano Rossi. Se estrenó el 12 de marzo de 1840 en el Teatro alla Scala de Milán, Italia.